# Metrô de Sochi
O Metropolitano de Sochi é um sistema de metrô leve planejado que serviria a cidade russa de Sóchi.